# 어빙 필즈

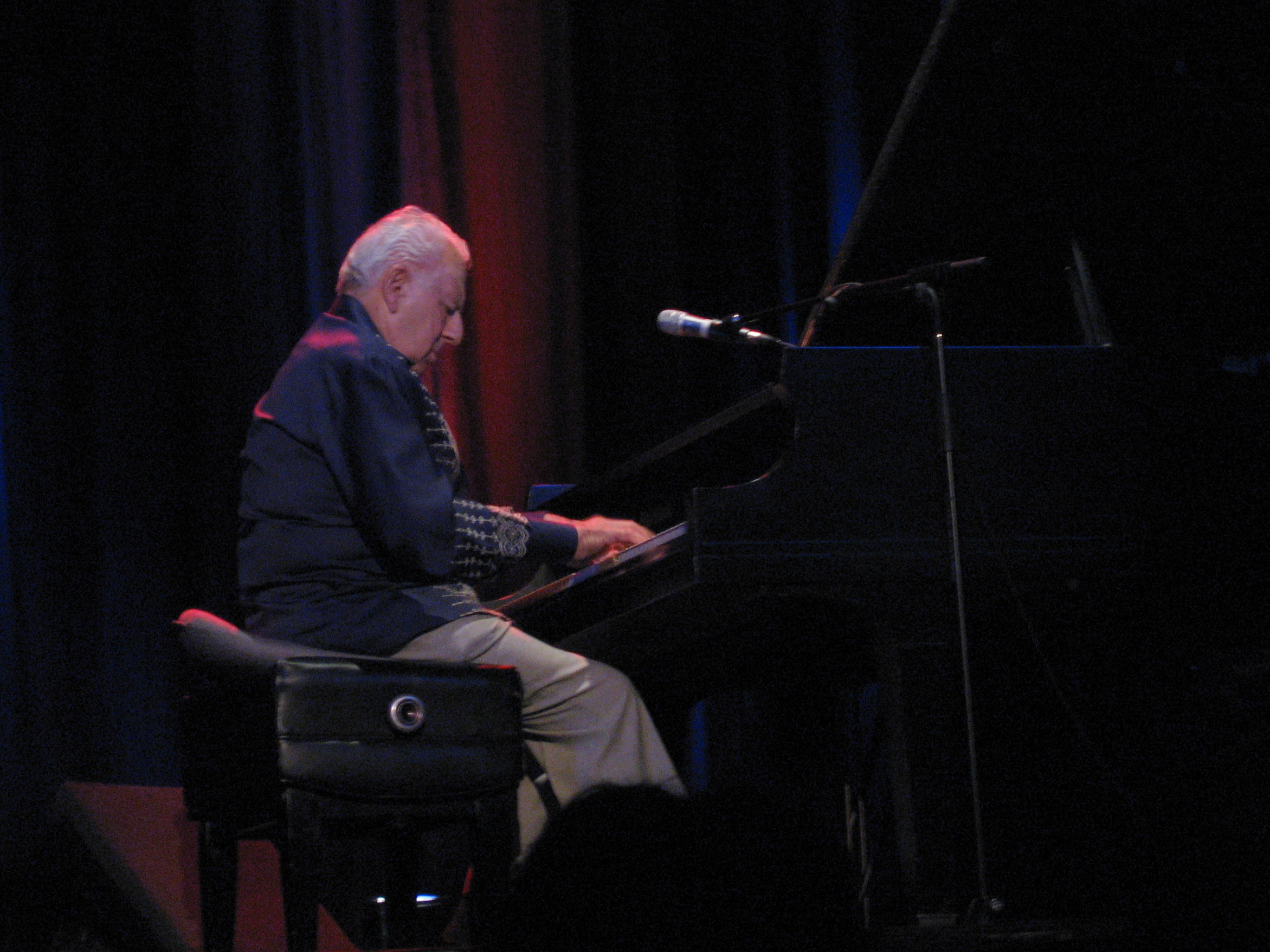
2005년

어빙 필즈(Irving Fields, 1915년 8월 4일 ~ 2016년 4월 20일)는 뉴욕의 호텔을 중심으로 안정된 인기를 지닌 피아노 주자이다. 뉴욕 태생으로 로체스터의 이스트만 음악학교에서 피아노와 작곡을 배웠다. 쿠바 항로의 기선 악단에서 일을 한 뒤 두 친구와 트리오를 구성하여 활동하였다. 작곡가로서도 유명하며 <마이애미 비치 룸바> 등 라틴 리듬의 곡이 잘 알려져 있다.